# Аламос, Луис
Луи́с Альбе́рто А́ламос Лу́ке (исп. Luis Alberto Álamos Luque; 25 декабря 1923, Чаньяраль, Чили — 26 июня 1983, Сантьяго, Чили) — чилийский футболист, игравший на позиции полузащитника, впоследствии тренер. Он дважды возглавлял сборную Чили на чемпионатах мира: в 1966 и 1974 годах. Также он на протяжении 10 лет возглавлял «Универсидад де Чили» и 4 года — «Коло-Коло», с которым впервые в истории чилийского футбола вышел в финал Кубка Либертадорес.

## Карьера игрока
Луис Аламос родился 25 декабря 1923 года в Чаньярале на севере Чили. Он окончил педагогическое училище в Копиапо и в юности приехал в столичный клуб «Универсидад де Чили», где провел всю свою карьеру. Несмотря на то, что Аламос изначально играл на позиции нападающего, тренер команды Алехандро Скопелли перевёл его в центр поля на позицию опорного полузащитника.

## Тренерская карьера
В 1956 году вскоре после окончания карьеры футболиста Аламос начал карьеру тренера в клубе «Универсидад де Чили». Он вернул клуб на тропу успеха, и в 1959 году впервые за девятнадцать лет команда под его руководством снова стала чемпионом Чили. В 1962, 1964 и 1965 годах это звание было завоёвано ещё три раза. Кроме того, именно футболисты «Универсидада» составляли большую часть сборной Чили на домашнем чемпионате мира 1962 года. Такие игроки, как Леонель Санчес, Хайме Рамирес и Луис Эйсагирре, сыграли важную роль в завоевании третьего места на чемпионате мира.
После одиннадцати лет в качестве тренера «Универсидада де Чили» летом 1966 года Аламос покинул клуб, чтобы возглавить сборную Чили на чемпионате мира 1966 года в Англии. Турнир завершился неудачно, так как сборная заняла последнее место в группе, уступив СССР, КНДР и Италии. После этого Аламосу пришлось уйти с поста тренера сборной, а преемником стал его бывший тренер Алехандро Скопелли.
В последующие годы у Луиса Аламоса был недолгий опыт работы в нескольких чилийских клубах, в это время больших успехов достигнуто не было. С 1967 по 1968 год он работал в «Аудакс Итальяно», а в 1970 и 1971 годах — в командах «Лота Швагер» и «Сантьяго Уондерерс» соответственно.
В 1972 году Аламос занял тренерский пост в клубе «Коло-Коло». Через год этот клуб впервые в истории чилийского футбола вышел в финал Кубка Либертадорес, самого важного клубного соревнования в Южной Америке, в котором «Коло-Коло» встретился с аргентинским «Индепендьенте». После того, как победитель не был выявлен после ответного матча, команда Аламоса потерпела поражение в решающей игре, проиграв 1:2 в дополнительное время. Год спустя, в 1974 году, «Коло-Коло» впервые за двенадцать лет выиграл Кубок Чили, благодаря победе в финале над «Сантьяго Уондерерс».
С 1973 по 1974 год, параллельно с работой в качестве тренера «Коло-Коло», Луис Аламос во второй раз в карьере возглавлял сборную Чили. На этом посту он сменил немецкого тренера Руди Гутендорфа, который покинул страну вскоре после военного переворота, направленного против президента Сальвадора Альенде, из-за своей симпатии к главе государства. Аламос возглавил сборную перед матчами плей-офф против СССР за выход на чемпионат мира 1974 года. После того, как в Москве Чили сыграла нулевую ничью, сборная СССР отказалась приезжать на ответный матч, сославшись на политическую обстановку в Чили. В связи с этим чилийцам была засчитана техническая победа, благодаря которой был оформлен выход на чемпионат мира. Однако на этом турнире Аламосу снова не удалось достичь успеха, и он был уволен. Сборная Чили заняла третье место в первом раунде, уступив ГДР и ФРГ, и не сумела выйти в следующий раунд.
В последующие годы Аламос не сумел добиться прежних результатов. С 1976 по 1979 годы он тренировал такие клубы, как «Сантьяго Морнинг», «Кокимбо Унидо», «Унион Эспаньола» и «Сантьяго Уондерерс», но ни с одним из них не достиг больших успехов. В 1979 году Луис завершил свою долгую тренерскую карьеру. Четыре года спустя он умер в Сантьяго в возрасте 59 лет от сахарного диабета.

## Достижения
Универсидад де Чили
- Чемпионат Чили (4): 1959, 1962, 1964, 1965

Коло-Коло
- Чемпионат Чили: 1972
- Кубок Чили: 1974
- Финалист Кубка Либертадорес: 1973